# Gliederungsverschiebung
Gliederungsverschiebung bezeichnet in der Linguistik das Phänomen, die Gliederung einer sprachlichen Einheit aufgrund der Oberflächenstruktur neuzuinterpretieren  („zu verschieben“).
Zum Beispiel ist das Wort „Tollpatsch“ (früher „Tolpatsch“ geschrieben) ursprünglich dem Ungarischen entlehnt worden. Mit der Zeit ist es als Kompositum aus „Toll“ und „Patsch“ (im Sinne von „patschen“) umgedeutet worden, was sich heute in der Rechtschreibung widerspiegelt. Dementsprechend ist eine Gliederungsverschiebung eine Form von Reanalyse und kann die Quelle einer volksetymologischen Herleitung oder Teil eines Sprachwandels sein.
In der Sprachwissenschaft unterscheidet man zwischen der Gliederungsverschiebung innerhalb eines Wortes (Morphologie) und innerhalb eines Satzes (Syntax). Ursprünglich ist dieser Terminus von Hermann Paul eingeführt worden, um die Entstehung der Konjunktion „dass“ zu erklären. Seiner Meinung nach sei aus „Ich sehe das. Er ist zufrieden“ der Satz „Ich sehe, dass er zufrieden ist“ entstanden.

## Wörter
Gliederungsverschiebungen können sich sowohl im Schriftbild als auch in der gesprochenen Sprache widerspiegeln. In der gesprochenen Sprache erzielen Gliederungsverschiebungen häufig einen humoristischen Effekt, der auch bewusst als Stilmittel verwendet werden kann. Die Band Die BlumentoPferde benannte sich etwa nach einer falschen Lesung des Wortes Blumentopferde (Blumentopf-Erde). Bei neuen Komposita, die sich im Allgemeinen Sprachgebrauch nicht durchgesetzt haben, ist es mitunter manchmal schwer herauszufinden, was die intendierte Lesart und was die Gliederungsverschiebung sein soll. Ein Glasblumenkasten kann entweder als Glasblumen-Kasten (Kasten, in dem sich Glasblumen befinden) oder als Glas-Blumenkasten (ein Blumenkasten aus Glas) gelesen werden.
Die Neubildung von Wörtern kann durch Gliederungsverschiebungen angeregt werden. Hermann Paul führte als Beispiele aus dem Mittelhochdeutschen die Wörter einegen, huldegen, leidegen, nôtegen, manecvaltegen, schedegen, schuldegen an, welche jeweils von einec, huldec, leidec, nôtec, schadec, schuldec stammen. Die Neuhochdeutschen Formen vereinigen, beleidigen, beschuldigen ließen sich aber nur dadurch erklären, dass -igen durch Gliederungsverschiebung zu einem Suffix geworden ist, dass man zur Bildung von Verben verwenden könne. Vorher war das -ig Teil des Wortstammes. In der jüngeren Vergangenheit kann man das vor allem im Englischen beobachten. Das Wort Hamburger (ursprünglich „Hamburg“ + „-er“) ist im Englischen umgedeutet worden zu „Ham“ + „-burger“. Die ins Deutsche zurückentlehnten Formen „Burger“ und „Cheeseburger“ rühren von dieser Gliederungsverschiebung.
Eine Gliederungsverschiebung kann auch eine Änderung der grammatischen Kategorie bewirken. Das englische Wort truce („Waffenstillstand“) ist vom Mittelenglischen trues („Wahrheiten/Treue“) abgeleitet. Ein ursprünglich als Plural gelesenes Wort ist zu einem Singular geworden. Vermutlich ist durch Gliederungsverschiebung das Wort *uhsan als Plural gelesen worden, wodurch mit Übergeneralisierung der zuvor nicht existente Singular Ochse gebildet wurde.
Gliederungsverschiebungen können auch wortübergreifend, besonders bei Artikeln oder Klitika, stattfinden. Das englische Wort adder war ursprünglich nadder (vgl. deutsch „Natter“), aber a nadder hat sich irgendwann zu an adder verschoben. Bei einem vollständigen Verlust wird das Phänomen in der englischsprachigen Literatur auch als juncture loss (Verlust der Junktur) bezeichnet. Regelmäßig passiert das bei entlehnten Wörtern aus dem Arabischen wie „Alkohol“, wo der Artikel Teil des Wortes geworden ist.

## Sätze
Häufig finden Gliederungsverschiebungen in Satzgefügen statt, wo Wörter im Hauptsatz mit der Zeit als Teil des Nebensatzes interpretiert wurden.
Die im Englischen gebräuchliche Infinitivkonstruktion for … to (wie etwa For me to slay myself would be better than to be violated thus.) ist möglicherweise aus einer Konstruktion wie It is better for me to slay myself than to be violated thus. Die Wörter for me, welches im letztgenannten Satz als logisches Subjekt zu to slay myself than to be violated thus fungierte, sind mit der Zeit als Teil des Nebensatzes interpretiert worden. Die deutsche Konstruktion um … zu wird ähnlich erklärt: Aus „[Er ging zum Brunnen um das Wasser] zu holen“ (um im Sinne eines Anlasses) sei mit der Zeit „[Er ging zum Brunnen] [um das Wasser zu holen]“ geworden. Auch Interrogativpronomina wie „Wie viele“ oder „Was für“ werden so erklärt. Mehrere Konjunktionen werden traditionell auf Gliederungsverschiebungen zurückgeführt, wie etwa das in der Einleitung erwähnte dass oder weil.
Der Dativ als Possessivum („Der Dativ ist dem Genitiv sein Tod“) wird von Hermann Paul durch eine Gliederungsverschiebung erklärt. Als Beispiel nannte er Er hat dem Bürgermeister sein Haus angezündet, wo dem Bürgermeister als Dativobjekt noch von hat angezündet abhing, aber irgendwann sich nach sein verschoben habe. „Wann sich zuerst die Auffassung verschoben hat, lässt sich nicht sicher feststellen.“
Diese Erklärungsversuche sind in der jüngeren Vergangenheit kritisiert worden. Der Linguist Helmut Weiß schrieb 2021, dass die aufgeführten Beispiele offensichtlich fehlinterpretiert worden seien (obviously misanalyzed). Aus dem Mittelhochdeutschen und Frühneuhochdeutschen führte er einige Beispiele an, die belegen sollten, dass manchen Wörter schon sehr früh (oder schon immer?) als Konjunktion verwendet wurden und zumindest Zweifel an der traditionellen Lesart aufkommen lassen.